# Eusimonia arabica
Eusimonia arabica är en spindeldjursart som beskrevs av Roewer 1933. Eusimonia arabica ingår i släktet Eusimonia och familjen Karschiidae. Inga underarter finns listade i Catalogue of Life.